# Bundesautobahn 255
Die Bundesautobahn 255 (Abkürzung: BAB 255) – Kurzform: Autobahn 255 (Abkürzung: A 255) – auch Abzweig Veddel genannt, ist ein kurzes Stück Autobahn in Hamburg und verbindet die Norderelbbrücken mit der Autobahn 1. Sie ist mit 2,4 km Länge nach der BAB 831 in Stuttgart die zweitkürzeste Autobahn Deutschlands.

## Allgemeines
Die Autobahn ist durchgehend vierstreifig ausgebaut.
Die Straßenbahn Hamburg, die früher in der Mitte der Fahrbahnen über die Elbbrücke fuhr, unterquerte die nach Süden führende Strecke der Autobahn im Straßenbahntunnel Veddel, der heute für Busse und Taxis genutzt wird. Bis zum 6. Oktober 2019 bildete die Abfahrt Hamburg-Elbinsel zusammen mit dem Dreieck Norderelbe das „Kreuz Hamburg-Süd“, da die seither B 75 genannte frühere Autobahn 252 in Richtung Westen von der A 255 abzweigte. Das entsprechende Autobahnkreuz hatte eine ungewöhnliche, in Nord-Süd-Richtung sehr langgezogene Bauform und ähnelte eher zwei Dreiecken. 

## Besonderheiten
Im Dezember 2012 veröffentlichte der ADAC eine Statistik, in der die A255 zu den zehn gefährlichsten Autobahnen bezüglich Falschfahrern gehört. In den Jahren 2010 und 2011 gab es acht Falschfahrermeldungen auf der kurzen Autobahn. Hochgerechnet auf 100 km und pro Jahr ergeben sich statistisch 166,7 Falschfahrermeldungen und damit „Platz 1“. Dieser Wert ergibt sich hauptsächlich daraus, dass es mit 2,4 km die kürzeste Autobahn in der Statistik ist.
Aufgrund ihrer geringen Länge verfügt sie über keinen Rastplatz. 